# شون أردوين
شون أردوين (بالإنجليزية: Sean Ardoin)‏ هو مغني أمريكي، ولد في 1970.

## وصلات خارجية
- شون أردوين على موقع ميوزك برينز (الإنجليزية)
- شون أردوين على موقع ديسكوغز (الإنجليزية)